# ريتشارد غيلدر
ريتشارد غيلدر (بالإنجليزية: Richard Gilder)‏ هو شخصية أعمال أمريكي، ولد في 31 مايو 1932.

## وصلات خارجية
- ريتشارد غيلدر على موقع إن إن دي بي (الإنجليزية)